# 미야가와 다이스케

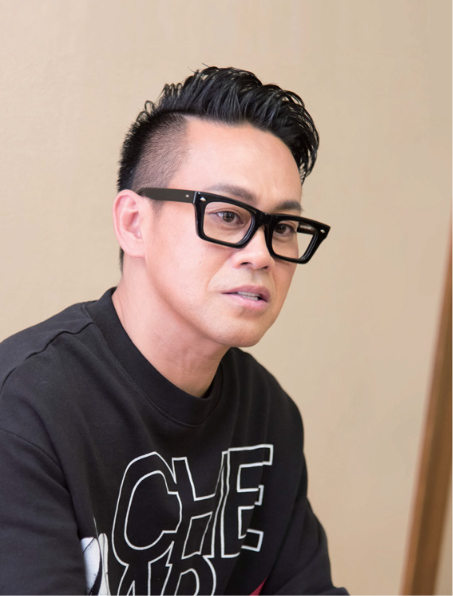
2018년 2월 미야가와

미야가와 다이스케(Daisuke Miyagawa, 1972년 9월 16일 ~ )는 일본의 희극 배우, 텔레비전 배우이다.
교토시에서 태어났다.

## 방송
- 벼랑 끝 호텔!
- 도움 가게☆진파치
- 시바토라 스페셜 2
- 시바토라 ~동안형사! 사상 최대의 위기 스페셜~
- 제니게바

## 영화
- 페이블 (2019년) - 토미오카 자칼 역
- 사쿠란보의 사랑 (2018년)
- 도둑배우 (2017년)
- 데드맨 인페르노 (2015년) - 요시다 아키라 역
- 오! 파더 (2014년) - 이사오 역
- 도움 가게☆진파치 (2013년)
- 슬랩스틱 브라더스 (2011년) - 카나이 역
- 고스트: 보이지 않는 사랑 (2010년)
- 행복을 기다리며 (2009년)
- 삐뚤어질테다 (2009년)
- 숨은 요새의 세 악인 (2008년) - 신파치 역
- 가치☆보이 (2008년)
- 대일본인 (2007년)
- 남자는 괴로워 48 - 토라의 장밋빛 인생 (1995년)